# Velizar Dimitrov
Velizar Dimitrov est un footballeur bulgare, né le 13 avril 1979 à Pernik. Il évolue au poste de milieu offensif.

## Palmarès
- CSKA Sofia
  - Vainqueur du Championnat de Bulgarie en 2003, 2005 et 2008.
  - Vainqueur de la Coupe de Bulgarie en 2006.
  - Vainqueur de la Supercoupe de Bulgarie en 2006.